# Рорсбург (Пенсільванія)
Рорсбург (англ. Rohrsburg) — переписна місцевість (CDP) в США, в окрузі Колумбія штату Пенсільванія. Населення — 150 осіб (2020).

## Географія
Рорсбург розташований за координатами 41°7′49″ пн. ш. 76°25′31″ зх. д. / 41.13028° пн. ш. 76.42528° зх. д. (41.130220, -76.425312).  За даними Бюро перепису населення США в 2010 році переписна місцевість мала площу 1,85 км², з яких 1,83 км² — суходіл та 0,02 км² — водойми.

## Демографія
Згідно з переписом 2010 року, у переписній місцевості мешкало 145 осіб у 54 домогосподарствах у складі 43 родин. Густота населення становила 78 осіб/км².  Було 59 помешкань (32/км²).
Расовий склад населення:
| - 97,9 % — білих - 1,4 % — чорних або афроамериканців - 0,7 % — азіатів |

До двох чи більше рас належало 0,0 %. Частка іспаномовних становила 0,7 % від усіх жителів.
За віковим діапазоном населення розподілялося таким чином: 25,5 % — особи молодші 18 років, 61,4 % — особи у віці 18—64 років, 13,1 % — особи у віці 65 років та старші. Медіана віку мешканця становила 37,5 року. На 100 осіб жіночої статі у переписній місцевості припадало 107,1 чоловіків;  на 100 жінок у віці від 18 років та старших — 107,7 чоловіків також старших 18 років.
Середній дохід на одне домашнє господарство  становив 64 017 доларів США (медіана — 56 250), а середній дохід на одну сім'ю — 84 419 доларів (медіана — 67 500). Медіана доходів становила 46 250 доларів для чоловіків та 19 500 доларів для жінок. За межею бідності перебувало 5,3 % осіб, у тому числі 0,0 % дітей у віці до 18 років та 0,0 % осіб у віці 65 років та старших.
Цивільне працевлаштоване населення становило 74 особи. Основні галузі зайнятості: освіта, охорона здоров'я та соціальна допомога — 31,1 %, мистецтво, розваги та відпочинок — 16,2 %, сільське господарство, лісництво, риболовля — 12,2 %, транспорт — 9,5 %.